# Рокочий, Алексей Алексеевич (1951)
Алексей Алексеевич Рокочий (укр. Олексій Олексійович Рокочий; 20 октября 1951, Красный Лиман, Сталинская область — 4 сентября 2014) — советский и украинский пауэрлифтер и тренер по тяжёлой атлетике; Мастер спорта Украины по гиревому спорту и пауэрлифтингу, Заслуженный тренер Украины.

## Биография
Родился 20 октября 1951 года в городе Красный Лиман (ныне — Лиман) Донецкой области Украинской ССР.
Занимался тяжёлой атлетикой. После окончания карьеры спортсмена, стал тренером. В числе его учеников — сын Алексей. Брат Рокочего-старшего — Евгений, тоже был спортсменом, стал мастером спорта по тяжёлой атлетике и пауэрлифтингу; сейчас занимается бизнесом. Некоторое время он тоже тренировал Алексея-младшего.
Умер 4 сентября 2014 года в результате операции.